# Kritische Psychologie

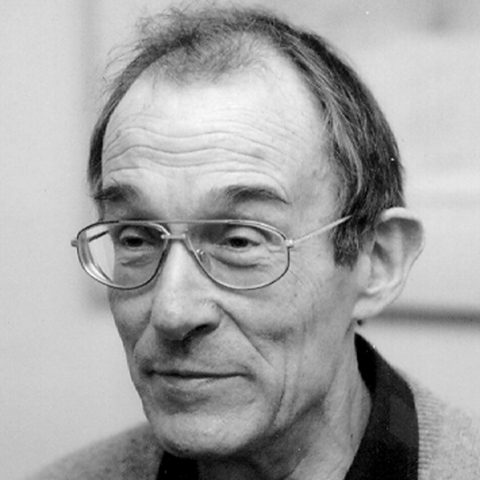
Klaus Holzkamp (etwa 1988)

Die Kritische Psychologie, mit Klaus Holzkamp als einem ihrer Protagonisten, sieht sich selbst als eine marxistisch orientierte wissenschaftliche Richtung der Psychologie. Sie entstand zeitgleich um 1969, mit unterschiedlichen Schwerpunkten, vor allem in West-Berlin am Psychologischen Institut im Fachbereich 11 der Freien Universität, am Psychologischen Institut der Leibniz-Universität Hannover und an der Universität Bremen, an der es damals noch keinen Psychologie-Studiengang gab.

## Zur Einführung
Die Selbstbezeichnung kritische Psychologie, auch Kritische Psychologie, wird von unterschiedlichen akademischen Richtungen in der Psychologie verwendet. Die Gemeinsamkeit dieser Ansätze, zu denen z. B. der soziale Konstruktivismus in der Psychologie, die phänomenologische Psychologie oder die psychoanalytische Sozialpsychologie zählen, liegt in ihrer Abgrenzung von naturwissenschaftlich orientierten Psychologieschulen, die methodisch experimentell-statistisch vorgehen. Des Weiteren betrachten sich die Vertreter der Kritischen Psychologie skeptisch gegenüber „bürgerlicher, herrschender“ Lehre und nehmen für sich in Anspruch, deren Ansätze „prinzipiell“ zu hinterfragen.
Mit der Bezeichnung Kritische Psychologie ist ein bestimmter wissenschaftlicher Arbeitszusammenhang gemeint. Ausgehend von marxistischen Positionen in Philosophie und Gesellschaftstheorie wurden hier Grundbegriffe (Kategorien) erarbeitet, um ein „historisches Paradigma“ für die Psychologie zu entwickeln und deren „vorparadigmatischen“ Zustand zu überwinden.
Diese Grundbegriffe sollen sogenannter subjektwissenschaftlicher Forschung dienen, d. h. einer Analyse von subjektiven Problemen, die vom Standpunkt der Betroffenen ausgeht und den konkreten Zusammenhang psychischer, sozialer und gesellschaftlicher Momente erfasst. Sie soll eine soziale Selbstverständigung über Handlungsbegründungen ermöglichen, unter der Annahme, dass gesellschaftliche Verhältnisse von Menschen geschaffen und daher veränderbar sind – und entsprechende Handlungsmöglichkeiten eröffnen.
Mit der Entwicklung der Kritischen Psychologie ist die Absicht verbunden, eine völlige Neuorientierung der Psychologie anzustoßen; ihr Anspruch geht also wie bei den meisten anderen Schulen auch über den einer wissenschaftlichen Schule hinaus. Die Bezeichnung Berlin school of critical psychology ist daher im Grunde irreführend, international aber dennoch gebräuchlich.

„Kritische Psychologie ist […], so Klaus Holzkamp, ‚ein nie abgeschlossener Prozess des Erkenntnisgewinns, … ein dauernder Kampf gegen Borniertheit, Oberflächlichkeit, Scheinwissen, ein permanentes In-Frage-Stellen des scheinbar Selbstverständlichen‘ und ‚ein prinzipielles Gegen-den-Strom-Schwimmen, dabei vor allem auch gegen den Strom der eigenen Vorurteile, und […] gegen die eigene Tendenz zum Sich-Korrumpieren-Lassen und Klein-Beigeben gegenüber den herrschenden Kräften, denen alle Erkenntnisse gegen den Strich gehen, die ihren Herrschaftsanspruch gefährden könnten.‘“

## Geschichte
Die Geschichte der Kritischen Psychologie hängt eng mit der Geschichte des Psychologischen Instituts (PI) am damaligen Fachbereich 11 der Freien Universität Berlin zusammen: Der Arbeitszusammenhang entstand dort im Zuge der Studentenbewegung etwa 1968 und konnte sich auch nur dort langfristig institutionell verankern, wenngleich der Ansatz auch andernorts in Deutschland – z. B. in Tübingen – und international – z. B. in Kopenhagen – an Universitäten und Fachhochschulen vertreten wird.
Die vorbereitenden Arbeiten von Holzkamp, Irmingard Staeuble und anderen in Berlin wurden in Westdeutschland und Westeuropa früh rezipiert. Studierende, Tutoren und Assistenten an Universitäten wie Bochum, Marburg, Hannover u. v. a. griffen den antibürgerlichen Ansatz auf, veranstalteten entsprechende Seminare und publizierten. Als Beispiel soll die Arbeit der Bochumer Hermann Buhren, Ali Wacker und Adam Zureck dienen. Sie gaben bereits 1969 den Reader Kritische Psychologie heraus, einen Raubdruck mit Texten von Herbert Marcuse, Jürgen Fijalkowski, Horst Baier, Klaus Holzkamp, Theodor W. Adorno, J.D. Bernal, Irmingard Staeuble, Wilhelm Reich sowie das Krofdorfer Manifest, eine Diskussion mit Peter Brückner sowie eine Kongress-Resolution aus Hannover. Kurz zuvor hatte am 15.–16. Mai 1969 in Hannover der Kongress Kritische und Oppositionelle Psychologie stattgefunden. 
1977 fand der erste Kongress Kritische Psychologie im Kontext der Holzkamp-Schule mit mehr als 3000 Teilnehmern in Marburg statt, dem in jeweils größeren Abständen drei weitere folgten. Der bislang letzte tagte 1997 in Berlin. Zudem wurden seit 1983 unter dem Namen Internationale Ferienuniversität bislang neun weitere Konferenzen abgehalten, seit 2010 wieder regelmäßig alle zwei Jahre an der FU-Berlin bzw. der Alice-Salomon-Hochschule Berlin.
1978 wurde die Zeitschrift Forum Kritische Psychologie (FKP) mit dem Ziel gegründet, die wissenschaftliche Entwicklung der kritischen Psychologie zu fördern und zu dokumentieren. Seit der 5. Ausgabe erscheinen im FKP regelmäßig Bibliographien zur kritischen Psychologie. Der jeweils aktuelle Stand und weitere Informationen finden sich auch online auf der Website der Gesellschaft für subjektwissenschaftliche Forschung und Praxis e. V.
Seit Ende der 1980er Jahre verschlechterte sich die institutionelle Situation der kritischen Psychologie zusehends. Exemplarisch verlief die Entwicklung an der FU Berlin: 1995 wurden die beiden psychologischen Institute gegen den Widerstand der Studierenden zusammengelegt und dem damaligen Fachbereich 12 angegliedert, zu dem das zweite Institut (IfP) bereits gehörte. Dadurch verschoben sich die Mehrheitsverhältnisse in den hochschulpolitischen Gremien. Klaus Holzkamps Professur wurde nach dessen Tod 1995 nicht wieder besetzt. Die FU war wie auch die anderen Berliner Universitäten in den folgenden Jahren wiederholt von Mittelkürzungen betroffen und sah sich der Vorgabe gegenüber, Stellen in der Lehre zu streichen. Auch Universitätsstreiks konnten daran nichts ändern. Der politische Wille, die kritische Psychologie gegen den Sparzwang zu verteidigen, war zwar bei einem großen Teil der Studierenden, nicht aber bei den Entscheidungsträgern vorhanden, die hier wie auch an anderen Fachbereichen und Universitäten die Gelegenheit nutzten, den Umbau der Hochschule voranzutreiben.
Seit ihrer Deinstitutionalisierung wird die Kritische Psychologie, wenn auch unter wesentlich schlechteren Bedingungen als in den 1970er und 1980er Jahren, gelehrt und fortentwickelt. So fand in den Jahren 2012, 2014, 2016 und 2018 die Ferienuni Kritische Psychologie an der Alice Salomon Hochschule Berlin statt. Im Jahr 2012 beispielsweise hielt der Holzkamp-Schüler Morus Markard seinen Eröffnungsvortrag unter dem Titel Was ist kritisch an der Kritischen Psychologie? Die fünftägige Veranstaltung im September 2018 wurde von mehr als 900 Teilnehmenden besucht. Wegen der COVID-19-Pandemie fiel die Ferienuni 2020 aus und wurde 2021 als hybride Veranstaltung durchgeführt.

## Zum Begriff des Kritischen
Besteht der Zweck wissenschaftlicher Arbeit darin, bereits bestehende theoretische Vorstellungen über einen Gegenstandsbereich in Frage zu stellen, zu ergänzen, neu zu ordnen und ggf. zu verwerfen sind, kann Wissenschaft prinzipiell als „kritisch“ bezeichnet werden. Vor diesem Hintergrund entsteht daher häufig die Frage, weshalb in der Bezeichnung „kritische Psychologie“ eine (scheinbare) Selbstverständlichkeit unterstrichen wird. Ihre Vertreter begründen dies mit dem Anspruch, einen zusätzlichen Akzent des „Kritischen“ auf der Herausstellung der gesellschaftlichen Bedingtheit der „bürgerlichen“ Psychologie zu legen: Kritisiert werden gesellschaftliche Zustände, in denen der Mensch nach Marx „ein erniedrigtes, ein geknechtetes, ein verlassenes, ein verächtliches Wesen“ sei. Kritisiert wird die „institutionelle“ Psychologie, die diese Verhältnisse nicht nur in sich abbilde, sondern auch zu deren Aufrechterhaltung beitrage, und zwar nicht erst dort, wo sie sich instrumentell in Dienst nehmen lasse (z. B. zur Effektivierung von Foltermethoden), sondern schon auf theoretischer Ebene – indem sie Menschen begrifflich und methodisch auf das Niveau geschichtsloser Organismen reduziere, die mit Zwangsläufigkeit auf eine naturförmige Umwelt reagieren.

## Kategorialanalyse – historisch-empirische Forschung

### Kategorien
Ausgangspunkt kritisch-psychologischer Forschung war die Kritik an Konzepten der traditionellen Psychologie, die allerdings schon früh zur Arbeit an neuen, dem Anspruch nach adäquateren, psychologischen Grundbegriffen führte. Grundbegriffe oder „Kategorien“ sind diejenigen Bestandteile einer wissenschaftlichen Aussage, die „aktualempirisch“ (d. h. durch die Beschreibung und Auslegung aktuell beobachtbarer Geschehnisse) weder bestätigt noch widerlegt werden können, sondern vorab bestimmen, welcher Ausschnitt der Realität mit einer Wissenschaftssprache erfasst werden kann. Nach dem behavioristischen Theorem der „operanten Konditionierung“ zeigen Organismen bspw. spontane Verhaltensweisen häufiger, wenn diese „positiv verstärkt“ werden (ihnen also eine Belohnung folgt). Bei der Realisierung dieses Theorems (z. B. im Tierexperiment) kann zwar die Zusammenhangsannahme empirisch geprüft werden, die mit diesem Begriff formuliert wurde, nicht aber der Begriff der „Verstärkung“ selbst. Alle möglichen Ergebnisse können (und müssen) im begrifflichen Rahmen der „operanten Konditionierung“ interpretiert werden, der selbst dadurch unberührt bleibt: Tritt der Zusammenhang wie erwartet auf, wäre dies z. B. so zu interpretieren, dass eine „positive Verstärkung“ stattgefunden hat; ist dies nicht der Fall, müsste die Interpretation lauten, dass irrtümlich eine Maßnahme gewählt wurde, die für den Organismus keine „positiv verstärkende“ Wirkung hat.

### Das funktional-historische Verfahren
In der kritischen Psychologie wird (ausgehend von Leontjew [1973]) mit der „funktional-historischen Analyse des Psychischen“ der Versuch unternommen, psychologische Kategorien auf historisch-empirischer Grundlage zu entwickeln, und diesen Vorgang so darzustellen, dass er wissenschaftlich diskutiert und kritisch geprüft werden kann. Historische Empirie befasst sich (im Gegensatz zur Aktualempirie, s. u.) mit der naturgeschichtlichen Herausbildung des Psychischen bis zur Anthropogenese, also mit der evolutionären Entwicklung, deren (vorläufiges) Ergebnis der heute lebende Mensch ist. Ziel ist es, Konzepte zu entwickeln, die den psychischen Besonderheiten der menschlichen Gattung gerecht werden. Insbesondere geht es um diejenigen humanspezifischen Fähigkeiten, die im Tier-Mensch-Übergangsfeld evolutionär entstanden und die besondere, gesellschaftliche, Lebensweise der menschlichen Art möglich machten. Damit soll u. a. die Behauptung zurückgewiesen werden, dass die Gesellschaft notwendigerweise im Gegensatz zur menschlichen Natur stehen und die Befriedigung individueller Bedürfnisse versagen müsse – eine Denkfigur, die z. B. für die Psychoanalyse von zentraler Bedeutung ist. Angestrebt ist auch eine biologisch begründete Zurückweisung biologistischer, z. B. sozialdarwinistischer, Argumentationen.
Dazu wird im funktional-historischen Verfahren die naturhistorische Entwicklungslinie rekonstruiert, die zum Menschen führt. Im Einzelnen werden jeweils die konkreten Verhältnisse der Organismen zu ihrer Umwelt und (wo sich Sozialverhalten entwickelt hat) zu den Artgenossen betrachtet. Damit wird gezeigt, dass bestimmte Lebensbedingungen die Entwicklung neuer psychischer Fähigkeiten (durch Mutation) funktional werden ließen, also zu einem Selektionsvorteil führten. Da sich im realen historischen Prozess die Erscheinungsformen des Psychischen immer weiter ausdifferenzierten, wird im funktional-historischen Verfahren ein entsprechend differenziertes Begriffssystem entwickelt, das jeweils den phylogenetisch früher aufgetretenen Phänomenen die allgemeineren Begriffe zuweist – Ausgangspunkt der Analyse ist die allgemeine „Sensibilität“, die bereits Protozoen zukommt, Endpunkt die besondere „gesellschaftlichen Natur“ des Menschen.
Ein wichtiger Zwischenschritt der Entwicklung des Psychischen auf dem Weg zur spezifisch menschlichen gesellschaftlichen Lebensweise liegt z. B. in der Fähigkeit, sogenannte „Mittelbedeutungen“ zu erfassen, also zu begreifen, dass bestimmte Gegenstände nicht bloß in einer bestimmten Situation zufällig verwendbar sind, sondern, da sie zu diesem Zweck hergestellt wurden, allgemein von Menschen zur Lösung einer bestimmten Art von Problemen gebraucht werden können. (Vorausgesetzt ist dabei natürlich die Fähigkeit, situationsangepasst Werkzeuge oder andere Gegenstände herstellen zu können; über diese Fähigkeit verfügen aber nicht nur Menschen, sondern z. B. auch Menschenaffen.) In der Fähigkeit, „Mittelbedeutungen“ zu erfassen, wird die Grundlage der kognitiven Verallgemeinerungsfähigkeit des Menschen gesehen, aber auch einer neuen Form von Erfahrungsweitergabe und Lernfähigkeit, die nicht über soziale Nachahmung, sondern über Gegenstände bzw. deren Bedeutung vermittelt ist.

### Kategorialanalyse des Psychischen beim Menschen
Mit dem historischen Übergang zur gesellschaftlichen Form der Lebensgewinnung („Dominanzumschlag“) gelangt das funktional-historische Verfahren an seine Grenzen, denn Menschen sehen sich nun nicht mehr unmittelbar einer natürlichen Umwelt gegenüber, sondern ihre individuelle Existenz ist „gesamtgesellschaftlich vermittelt“. Bestimmte Tätigkeiten, die für die Erhaltung der Gesellschaft notwendig sind (z. B. die Nahrungsmittelproduktion), müssen nicht von jedem einzelnen Menschen ausgeübt werden, sondern nur von einem (ausreichend großen) Teil der Menschen, die in einer Gesellschaft organisiert sind. Individuelles Handeln wird daher nicht unmittelbar durch gegebene Lebensumstände „bedingt“, Menschen handeln aber auch nicht willkürlich und in einem idealistisch verklärten Sinne „frei“, d. h. ohne Rücksicht auf ihre Lebensbedingungen nehmen zu müssen. Angemessener ist es, von der „subjektiven Begründetheit“ menschlichen Handelns zu sprechen: Für das Individuum stellen gesellschaftliche Handlungsnotwendigkeiten lediglich Handlungsmöglichkeiten dar, zu denen es sich bewusst verhalten kann. Hierin liegt seine relative Freiheit: Es kann vorhandene Möglichkeiten zu Prämissen seiner Handlungsintentionen machen und versuchen, sie zu verwirklichen, muss dies aber nicht tun.
Dabei gilt der (von Klaus Holzkamp als „materiales Apriori der Individualwissenschaft“ gefasste) Grundsatz, dass sich kein Mensch bewusst schaden kann. Versuche, die Geltung dieses Satzes durch Gegenbeispiele zu widerlegen, sind, da es sich um einen apriorischen Satz handelt, sinnlos und lassen sich im Wesentlichen durch zwei Argumente entkräften: Erstens kann, was vom Außenstandpunkt als Selbstschädigung erscheint, vom Subjektstandpunkt durchaus einen positiven Sinn haben – z. B. das Hungern einer Anorektikerin; zweitens ist es unbenommen, dass sich Menschen unbewusst schaden können – z. B. der Psychologe, dem es nicht gelingt, seiner Klientel zu helfen, seine Frustration aber so lange nicht auf seine schlechten Arbeitsbedingungen zurückführen und diese daher nicht verändern kann, wie er sie den Klienten als deren „Beratungsresistenz“ in die Schuhe schiebt.
Mit der geschilderten Möglichkeitsbeziehung zur Welt geht die menschliche Potenz einher, eine „gnostische“ Distanz zur Welt einzunehmen und sich auf Mitmenschen „intersubjektiv“ zu beziehen, also die Begründetheit ihrer Sichtweisen und Intentionen zu erkennen und anzuerkennen.
Der Übergang zur gesellschaftlichen Lebensweise verändert auch das Verhältnis der Menschen zu den eigenen Bedürfnissen und Befindlichkeiten: Das Individuum kann nun über die Bedingungen seiner eigenen Lebensgewinnung nur noch in dem Maße verfügen, wie es an der Verfügung über den gesellschaftlichen Prozess ihrer Produktion teilhat. Diese nach dem Dominanzumschlag entstehende Form der Verfügung wird als „personale Handlungsfähigkeit“ bezeichnet.
Prinzipiell stehen Menschen in jeder historischen Situation vor der Alternative, entweder die Handlungsmöglichkeiten, die ihnen in ihrer besonderen gesellschaftlichen Lage zur Verfügung stehen, zu nutzen und sich mit deren Beschränktheit abzufinden, oder zu versuchen, die allgemeine Verfügung über die Möglichkeiten individuellen Handelns (gemeinsam mit Anderen) zu erweitern, d. h. gesellschaftliche Bedingungen zu verändern. Zur Analyse der Widersprüche, die dabei zwischen dem Interesse an der Absicherung des einmal erreichten Niveaus an Handlungsfähigkeit und der riskanten Möglichkeit seiner Erweiterung auftreten, dient das Begriffspaar „verallgemeinerte“ versus „restriktive Handlungsfähigkeit“.
Besonders relevant wird diese Analyse in der bürgerlichen Klassengesellschaft, die Holzkamp in ihren allgemeinsten Zügen analysiert und durch einen Antagonismus von Allgemeininteresse und Verwertungsinteresse des Kapitals geprägt sieht: So müssen Lohnabhängige, um leben zu können, sich mit fremdbestimmten Arbeitsbedingungen arrangieren und ihre Arbeitskraft an produktionsmittelbesitzende Kapitalisten verkaufen, die sich den in der Arbeit produzierten Mehrwert aneignen. Gleichzeitig ist es ideologisch nahegelegt, dieses historisch bestimmte Ausbeutungsverhältnis als unveränderliches Naturverhältnis zu deuten. Macht- und Herrschaftsverhältnisse führen somit in der kapitalistischen Gesellschaft dazu, dass die meisten Menschen von der Verfügung über die eigenen Angelegenheiten weitgehend ausgeschlossen sind. Unter diesen Umständen ist die Absicherung der eigenen Position häufig (wenn nicht immer) gleichbedeutend damit, die Bedingungen der eigenen Unterdrückung, aber auch der Unterdrückung anderer, zu reproduzieren.
Die sozialen Implikationen von Handlungsbegründungen im Sinne „verallgemeinerter“ bzw. „restriktiver Handlungsfähigkeit“ werden mit den Begriffen „intersubjektive Beziehungen“ bzw. „Instrumentalbeziehungen“ analysiert: Dadurch wird z. B. die Frage behandelbar, wieweit in einer Beziehung allgemeine Interessen gegen die herrschenden Partialinteressen kooperativ verfolgt werden (können), oder ob Beziehungen durch die wechselseitige Indienstnahme des jeweils anderen für die eigenen Partialinteressen gekennzeichnet sind.
Die Implikationen für die psychischen Funktionsaspekte der Handlungsfähigkeit, Kognition, Emotion und Motivation, werden durch weitere begriffliche Differenzierungen berücksichtigt. Mit dem Begriffspaar „Begreifen“ versus „Deuten“ ist u. a. die Frage angesprochen, ob die gesamtgesellschaftliche Vermitteltheit individueller Existenz im eigenen Denken aufgehoben oder eliminiert, und damit die unmittelbare Erfahrung der individuellen Lebenslage als Grenze möglicher Erkenntnis akzeptiert wird. Mit Hilfe der Begriffe „verallgemeinerte“ und „restriktive Emotionalität“ lässt sich u. a. klären, wieweit emotionales Unbehagen, das restriktiv funktionale Handlungsbegründungen begleitet, so aufgeschlüsselt werden kann, dass real einschränkende Bedingungen erkennbar werden. Die Alternative besteht darin, unliebsame Emotionen (dem Anschein nach) von den realen Lebensbedingungen zu trennen und als Momente von „Innerlichkeit“ aufzufassen. Der Begriff „innerer Zwang“ schließlich ermöglicht die Analyse der Frage, wieweit man fremdgesetzte Anforderungen so „verinnerlicht“, dass ihr Ursprung in Herrschaftsverhältnissen nicht mehr erkennbar wird, und sie subjektiv nicht mehr ohne Weiteres von „motiviert“, d. h. auch im eigenen Interesse, verfolgbaren Anforderungen unterschieden werden können.
Das hier zusammengefasste Verfahren der Begriffsentwicklung und seine Ergebnisse wurden von Holzkamp 1983 in der „Grundlegung der Psychologie“ dargestellt. Neuere Arbeiten zeigen, dass Holzkamps Schlussfolgerungen auch mit den inzwischen gewonnenen historisch-empirischen Erkenntnissen vereinbar bleiben.

### Funktionen kritisch-psychologischer Kategorien
Kritisch-psychologische Kategorien sind analytische Begriffe, sie sollen also interessierten Menschen dazu dienen, eine komplexe Realität besser begreifen zu können. Dahinter steckt die Annahme, dass die Welt, die subjektiv ohnehin nur in bestimmten Ausschnitten erfahren werden kann, spontan in ideologischen Denkformen gedeutet wird. Vielfach nahegelegt ist z. B. die „personalisierende“ Deutung bestimmter Probleme: Ein Kind, das in der Schule häufig den Platz verlässt, seine Aufgaben nicht in der vorgesehenen Zeit beendet und viele Fehler macht, erscheint aus dieser Perspektive unmittelbar als „unkonzentriert“; die Frage, ob sich Lehrkräfte, Mitschüler und Eltern so verhalten und das Schulsystem so gestaltet ist, dass sich das Kind konzentrieren (wollen) kann, gerät dabei aus dem Blick.
Anders ausgedrückt, dienen kritisch-psychologische Kategorien dazu, sogenannte „Vorbegriffe“, die dem Alltagsdenken, aber auch wissenschaftlichen Diskursen entstammen können, daraufhin zu untersuchen, in welcher Hinsicht sie „zu weit, zu eng, ‚schief‘, in falschem Kontext gefasst sind, welche wesentlichen Zusammenhänge in ihnen wegisoliert, welche zentralen Spezifizierungen und Präzisierungen in ihnen ausgeklammert sind etc.“ Interessante Beispiele für eine derartige Begriffskritik sind Holzkamps Funktionskritik des Begriffs „Persönlichkeit“ (1988), Markards Auseinandersetzung mit der Einstellungsforschung (1984) und Holzkamps Hochbegabungsaufsatz 1992.
In aller Regel sind (wissenschaftliche) Theorien, die bereits zu bestimmten Problemen vorhanden sind, auch wenn sie auf „Vorbegriffen“ basieren, nicht völlig verfehlt, sondern haben einen gewissen Erkenntnisgehalt. Worin dieser besteht, muss jeweils „reinterpretativ“ herausgearbeitet werden, damit bereits vorhandene Erkenntnisse in der eigenen Konzeption aufgehoben werden können. Ein klassisches Beispiel hierfür ist die Reinterpretation der freudschen Psychoanalyse durch Ute Holzkamp-Osterkamp (1976).
Ein Spezialfall der Reinterpretation ist die Möglichkeit, Theorien, die ursprünglich im „Bedingtheitsdiskurs“ formuliert wurden, im subjektwissenschaftlichen „Begründungsdiskurs“ auszudrücken. Der Bedingtheitsdiskurs setzt die Annahme voraus, dass menschliches Verhalten Effekt bestimmter Bedingungen ist. In dieser Wissenschaftssprache werden Theorien im psychologischen Mainstream formuliert: Das gilt auch, wenn Theorien psychische Merkmale wie „Intelligenz“ oder „Ängstlichkeit“ berücksichtigen, denn solche „intermittierenden Variablen“ sind nicht als Momente des Subjektiven, sondern als „innere“, zur Person gehörende, Bedingungen zu verstehen. Im Begründungsdiskurs werden hingegen Zusammenhänge zwischen Prämissen (nach Maßgabe von Interessen, Wünschen, Erwartungen usw. akzentuierten Handlungsmöglichkeiten) und Intentionen (konkret handlungsbezogenen Absichten) formuliert.
Holzkamp konnte die Möglichkeit, Aussagen aus der einen in die andere Wissenschaftssprache zu übertragen, u. a. anhand von Lerntheorien zeigen. Das Theorem der „operanten Konditionierung“ wird z. B. im Bedingtheitsdiskurs wie folgt formuliert: „Wenn auf die Aktivität eines Organismus´ wiederholt positive Verstärkungen folgen, dann wird diese Aktivität häufiger ausgeführt.“ Eine Reformulierung im Begründungsdiskurs könnte z. B. folgendermaßen lauten: „Wenn ich feststelle, dass auf eine meiner Handlungen wiederholt Belohnungen folgen, dann werde ich vernünftigerweise häufiger so handeln.“
Der Einschub des Wortes „vernünftigerweise“ soll verdeutlichen, dass hier kein kontingenter Ursache-Wirkungs-Zusammenhang formuliert ist, der empirisch eintreten kann oder auch nicht, sondern ein implikatives (d. h. sinnhaft folgerichtiges) „Begründungsmuster“. Dies ist wissenschaftstheoretisch bedeutsam: Nur kontingente Zusammenhänge können nämlich empirisch falsifiziert und damit geprüft werden, während Begründungsmuster unabhängig von ihrer empirischen Realisierung gelten. Realisiert sich ein Begründungsmuster empirisch nicht, kann dies z. B. daran liegen, dass von einer Person andere oder zusätzliche Prämissen akzentuiert worden sind, die in der Theorie nicht berücksichtigt wurden. Im Zusammenhang seiner Reinterpretation von sozialpsychologischen Theorien verdeutlicht Holzkamp dies an einem alltäglichen Beispiel: Es erscheint zwar unmittelbar als vernünftig, bei kaltem Wetter einen Pullover anzuziehen, eine Person, die sich abhärten möchte, wird dies aber aus gutem Grund gerade nicht tun.

## Kritisch-psychologische Aktualempirie

### Methodologische Prinzipien
Gegenstand der Aktualempirie sind hier und jetzt ablaufende Prozesse; im Ansatz der kritischen Psychologie sind damit aber nicht „die Menschen“ gemeint, sondern die Welt, wie Menschen sie erfahren. Mithilfe der historisch-empirisch gewonnenen Grundbegriffe sollen subjektive Probleme gemeinsam mit dem Betroffenen geklärt werden: Dabei werden gesellschaftliche Bedingungen als ein konkretes Verhältnis von subjektiven Möglichkeiten und Behinderungen begriffen, die unterschiedliche Verhaltensweisen zu einem Problem begründen können. Jeweils wird erörtert, wieweit eine Person im Versuch, ihr Problem zu lösen, zur Aufrechterhaltung von Macht- und Herrschaftsverhältnissen beiträgt, und damit die Bedingungen der eigenen Unterdrückung und der Unterdrückung anderer festigt, bzw. wieweit es ihr – evtl. gemeinsam mit anderen – möglich ist, die allgemeine, und damit die eigene, Verfügung über gesellschaftliche Lebensbedingungen zu erweitern („restriktive“ versus „verallgemeinerte Handlungsfähigkeit“).
Aus kritisch-psychologischer Perspektive ergibt es keinen Sinn, konzeptionelle und methodologische Diskussionen strikt zu trennen: „Sofern nämlich die Gegenstandsadäquatheit einer Methode nicht bekannt ist, man also nicht weiß, was damit untersucht werden kann, ist auch der wissenschaftliche Wert der damit erfüllbaren Objektivierungskriterien unklar.“
Die wichtigste methodologische Folgerung, die sich aus der inhaltlichen Kategorialanalyse ergibt, betrifft den „subjektwissenschaftlichen“ Charakter der kritischen Psychologie: Wollen Forscher den Besonderheiten ihres „Gegenstands“ gerecht werden, müssen sie sich „intersubjektiv“ auf einen anderen oder mehrere andere Menschen bzw. aufeinander beziehen. Demzufolge darf das Niveau „intersubjektiver Verständigung“ in der Forschung nicht unterschritten werden, vorausgesetzt ist also die gegenseitige Anerkennung der Beteiligten als Subjekte, die aus bestimmten Lebenszusammenhängen heraus aktiv bestimmte Absichten verfolgen. Mehr noch: Die Verständigung muss auf ein „metasubjektives“ Niveau gehoben werden. Dazu müssen alle an der Forschung Beteiligten, also gerade auch die von einem Problem Betroffenen, ihre Handlungsgründe verallgemeinern, indem sie auf subjektwissenschaftliche Begriffe zurückgreifen, so dass sie im begründungstheoretischen Sinne „verständlich“ werden. Verfügen Betroffene noch nicht über diese Begriffe, sind sie, soweit dies angesichts einer gegebenen Fragestellung erforderlich ist, zu „Mitforschern“ zu qualifizieren, da alle Beteiligten sonst wesentliche Erkenntnismöglichkeiten einbüßen.
Subjektwissenschaftliche Verallgemeinerungen beziehen sich auf „subjektive Möglichkeitsräume“, aktualempirische Aussagen betreffen jeweils einen „typischen Möglichkeitsraum“. Dabei wird zunächst auf der Ebene der gesellschaftlichen Lebensbedingungen und Bedeutungen ein Verhältnis von Möglichkeiten und Behinderungen expliziert, das für eine konkrete historische Situation „typisch“ ist. Auf dieser Grundlage werden Annahmen über „typische“ Begründungszusammenhänge möglich, in die diese Möglichkeiten und Behinderungen als Prämissen eingehen. So soll schließlich erkennbar werden, wieweit konkrete Personen sich selbst oder anderen im Arrangement mit den Verhältnissen schaden, bzw. welche Möglichkeiten bestehen, die allgemeine und damit die eigene Verfügung über relevante Lebensbedingungen zu erweitern („restriktive“ versus „verallgemeinerte Handlungsfähigkeit“).
Über die Verallgemeinerbarkeit solcher Aussagen entscheiden die betroffenen Subjekte selbst: indem sie Forschungsresultate nachprüfen, den eigenen Fall einem Möglichkeitsraum zuordnen, theoretische Aussagen differenzieren oder für den eigenen Fall als unzutreffend zurückweisen. Damit ermöglichen sie eine immer genauere Bestimmung des Verhältnisses von Typ und Einzelfall. Die empirische Geltung theoretischer Aussagen (als deren praktische Bedeutung) soll hingegen erst in der Fortführung der Forschung als gemeinsamer Praxis von Forschenden und Betroffenen begründbar sein: Können die Voraussetzungen, die in der theoretischen Annahme genannt sind, realisiert werden, und tritt dann tatsächlich eine Erweiterung der Verfügung über gesellschaftliche Lebensbedingungen ein, so kann die Annahme Geltung beanspruchen.
Eine umfassende Diskussion der methodologischen Prinzipien subjektwissenschaftlicher Forschung findet sich in Holzkamps Grundlegung der Psychologie, weiterführende Überlegungen insbesondere zum Verhältnis subjektwissenschaftlicher zur sogenannten „qualitativen“ Forschung finden sich bei Markard (1993).

### Beispiele für aktualempirische Forschung
Einen Versuch, methodologische Prinzipien der kritischen Psychologie zu konkretisieren, stellt das methodische Konzept der „Entwicklungsfigur“ dar. Ausgehend von einer Analyse der relevanten gesellschaftlichen Bedingungen und Bedeutungen wird dabei erstens ein Problem, das sich aus den Daten ergibt, von den Betroffenen und deren Mitforschern identifiziert und gedeutet, zweitens werden konkurrierende Deutungen diskutiert und die Möglichkeit der „Abwehr“ unliebsamer Erkenntnisse erwogen, drittens wird die Praxis der Betroffenen umstrukturiert, und viertens werden die Konsequenzen der praktischen Veränderung zurückgemeldet.
Eine problematische Situation könnte z. B. darin bestehen, dass ein Kleinkind, das regelmäßig mit der Bemerkung ins Bett gebracht wird, es sei doch bestimmt schon müde, jeden Abend schreit und dadurch seine Eltern stört. Eine mögliche Deutung des Geschehens wäre, dass das Kind nicht wegen seiner eigenen Müdigkeit, sondern wegen des Bedürfnisses der Eltern, abends „endlich einmal Ruhe zu haben“ und sich nicht um das Kind kümmern zu müssen, bereits recht früh ins Bett gebracht wird. So betrachtet, schrie das Kind aus gutem Grund, nämlich um den Eltern mitzuteilen, dass es noch nicht müde ist. Diese Deutung müsste u. U. gegen die Abwehrmechanismen der Eltern verteidigt werden, da es als egoistisch gilt, den eigenen Bedürfnissen gegenüber denen des Kindes Vorrang einzuräumen, und dies daher nur schwer einzugestehen ist. Eine Möglichkeit der praktischen Veränderung, die sich aus dieser Deutung ergibt, wäre, von der festgelegten Schlafenszeit abzugehen, und das Kind je nach seinem Schlafbedürfnis selbst entscheiden zu lassen, wann es ins Bett gebracht werden möchte. Die Konsequenzen wären jeweils weiter zu diskutieren, da sie ja – etwa wegen der Arbeitszeiten der Eltern und des zu diesen Zeiten erforderlichen Kindergartenbesuchs – wiederum problematisch sein können.
Beispiele für aktualempirische Forschung in der Kritischen Psychologie sind:
- das Projekt Subjektentwicklung in der frühen Kindheit, in dem Probleme der Kind-Erwachsenen-Koordination, also des Umgangs mit (den eigenen) Kindern thematisiert wurden;
- das Rassismusprojekt[30], in dem Probleme der Arbeit und des Lebens in Flüchtlingswohnheimen gemeinsam mit Bewohnern und Mitarbeitern verhandelt wurden;
- die studentische Praxisforschung, in der Studierende – ausgehend von einer Analyse der institutionellen Rahmenbedingungen – Erfahrungen in ihren studentischen Praktika analysieren[31];
- das Forschungsprojekt Lebensführung, in dem Probleme, mit denen die beteiligten Forschern in ihrer alltäglichen Lebensführung konfrontiert sind, diskutiert und analysiert werden (2004).

Maßgeblich von den bisher dargestellten Konzepten beeinflusst sind auch die Jugendforschung der Tübinger Arbeitsgruppe um Held und die Psychotherapieforschung von Dreier. Ferner müssen hier die von Frigga Haug (mit-)verantworteten Projekte erwähnt werden (Frauenformen, Lernverhältnisse).

### Kritische Literatur
- Hans Albert, Herbert Keuth (Hrsg.): Kritik der kritischen Psychologie. Hoffmann und Campe, Hamburg 1973, ISBN 3-455-09079-6.